# ドラえもん のび太の新魔界大冒険DS
『ドラえもん のび太の新魔界大冒険DS』（ドラえもん のびたのしんまかいだいぼうけんディーエス）は、2007年3月8日にニンテンドーDS用ソフトとしてセガより発売されたカードバトルRPG。シリーズ初のニンテンドーWi-Fiコネクション対応作品でもある｡

## ストーリー
「もしも､､､､､､魔法の世界になったら､､､､､､」
魔法に憧れるのび太は『もしもボックス』で、今の世界を魔法の世界に変えてみた。ところが、そこは魔法を使うのに勉強や高いお金が必要になる、望んでいたものとは違う世界だった。
しずかちゃんに魔法を教わっていると、空に黒い流れ星が見えた。追いかけると、裏山でジャイアンとスネ夫が悪魔たちに襲われている！すると、そこに現れた謎の少女・美夜子がみんなを助けようとしてくれている。
「マジカルカード！」
悪魔を倒そうとする美夜子。ところが悪魔はもう1人いて、しずかちゃんがさらわれそうになって大ピンチ！！そのとき､､､､､､美夜子のペンダントから剣があらわれて、のび太とドラえもんの手におさまった。
「この子たちがナルニアデスの剣に選ばれた！？だったら､､､､､､」
美夜子は2人に言った。
「あなたたち、このマジカルカードを使って！」
---こうして、魔法の世界を巡るのび太たちの大冒険が始まった。
(注釈)
- 話は2007年に公開された『映画ドラえもん のび太の新魔界大冒険 〜7人の魔法使い〜』のゲームオリジナルストーリーである。

## 登場人物

### プレイキャラクター
のび太
初期段階で使用可能なキャラクター。スペシャル技は「チンカラホイ」。
ドラえもん
チュートリアル（最初の地球）をクリアすると使用可能になる。スペシャル技は「みらいの大魔法つかい」。
ジャイアン
南極の氷原をクリアすると使用可能になる。スペシャル技は「マジカルリサイタル」。
スネ夫
帰らずの原をクリアすると使用可能になる。スペシャル技は「魔法のじゅうたん」。
しずか
魔獣の山をクリアすると使用可能になる。スペシャル技は「魔法少女しずか」。
美夜子
大魔王の城をクリアすると使用可能になる。スペシャル技は「魔力かいほう」。
ドラミ
デマオンに勝利し、ゲームを1回全クリアすると使用可能になる。スペシャル技は「タイムトラベル」。

### ボスキャラクター
タウロス
南極の氷原で戦う将軍ボス。主に赤属性メイン。切り札はツノクジラ。スペシャル技は「バーストパワー」。
ウィッチ
帰らずの原で戦う魔女ボス。主に黄属性メイン。切り札はデュラハン。スペシャル技は「ダークイリュージョン」。
シータ
魔獣の山で戦う小悪魔ボス。主に緑属性メイン。切り札はケルベロス。スペシャル技は「ミラーシールド」。
イーブル
溶岩の川で戦う悪魔長ボス。主に青属性メイン。切り札はドッベルゲンガー。スペシャル技は「イーブルシャウト」。
メジューサ
チュートリアルと地球で戦うボス。主に紫属性メイン。切り札はファントム。スペシャル技は「魔力のぼうそう」。
デマオン
このゲームでの最終ボス。主に紫属性メイン。切り札はデマオンドラゴン。スペシャル技は「やみのはどう」。

## 声の出演
※声優はメインキャラクター6人以外は映画版とは異なる（美夜子や満月牧師の声も別の人物が担当している）。
- ドラえもん（声：水田わさび）
- のび太（声：大原めぐみ）
- しずか（声：かかずゆみ）
- ジャイアン（声：木村昴）
- スネ夫（声：関智一）
- ドラミ（声：千秋）
- 葉月絵理乃
- 福島おりね
- 岩崎征実
- 永野広一
- 黒田崇矢
- 樹元オリエ
- 金谷ヒデユキ
- にしやまけん
- 水木竜司
- 森一弥
- 山内奈緒